# Sexy proibitissimo
Sexy proibitissimo è un film del 1963 diretto da Marcello Martinelli (pseudonimo di Mario Amendola). Rientra nella categoria dei Mondo movie sulla vita notturna che andavano di moda negli anni 60.

## Trama
Film documentario ripreso in locali notturni europei ed americani, creando una sorta di storia dello spogliarello attraverso i secoli.